# Medalla de la Seguridad Social
La Medalla de la Seguridad Social es una condecoración civil española creada por la Orden de 30 de noviembre de 1983, por la que se regulan los derechos honoríficos de los funcionarios de la Seguridad Social (Boletín Oficial del Estado, de 10 de diciembre). Esta distinción se concede en reconocimiento a la labor desarrollada por aquellos funcionarios de la Administración de la Seguridad Social de España y a aquellas personas o entidades que hayan acreditado una reiterada dedicación y eficacia en sus servicios a la Seguridad Social o méritos relevantes en relación con el estudio y desarrollo de la misma. Su concesión corresponde a la Dirección General del Instituto Nacional de la Seguridad Social (INSS).

## Grados
Cuenta con dos categorías: 
- Medalla de Oro
- Medalla de Plata

La Medalla de la Seguridad Social posee como insignia una cruz griega, sin decoración alguna. En su anverso está realizada en esmalte de color azul oscuro con bordes metálicos, de color dorado brillante en el caso de la medalla de oro, y plateado brillante en la medalla de plata. En la parte superior de la cruz, para sujetarla a la cinta de la sujeta, de color azul, figura una anilla con forma de dos pequeñas ramas de laurel realizadas con el mismo metal que el resto de la cruz.

## Desposesión de distinciones
El agraciado con cualesquiera de las categorías que haya sido sentenciado por la comisión de un delito doloso o pública y notoriamente haya incurrido en actos contrario a las razones determinantes de la concesión de la distinción podrá, en virtud de expediente iniciado de oficio o por denuncia motivada, y con intervención del Fiscal de la Real Orden, ser desposeído del título correspondiente a la distinción concedida, decisión que corresponde a quien la otorgó.